# 圈烯
圈烯（circulene）即尾部相稠合的邻并苯，是“拱形芳烃”（geodesic polyarene）的一类。[5]圈烯（碗烯）、[6]圈烯（蒄）、[7]圈烯 与[12]圈烯（凯库勒烯）都已合成。[5]圈烯为碗形，[6]圈烯为平面结构，[7]圈烯则具类似马鞍的特殊结构（类比杯芳烃）。

## [4]圈烯
有报道制得了含有[4]圈烯骨架结构的分子。通过五步反应，制得[4]圈烯与四个苯环稠合的化合物。

## [8]圈烯
有报道合成了含有[8]圈烯的衍生物2,5,6,9,10,13,14-八甲基-3,4,7,8,11,12,15,16-八(4-对甲苯基)[8]圈烯。

## “硫花”
“硫花”（sulflower），是基于噻吩环系的、不含氢的一个稳定[8]圈烯。它为平面结构，D8h 对称，与9元的同系物同处张力能的局部极小值。
|          |              |             |             |
| 球棍模型 | 空间填充模型 | 晶体结构图1 | 晶体结构图2 |

该分子是由环四联噻吩在二异丙基氨基锂作用下去质子，再用硫磺硫化噻吩上未取代的碳原子，酸化并真空裂解而得的（Ferrario反应的变体）。
因不含氢，故可能为潜在的储氢材料。也可能具有类似聚噻吩的电学性质。已被DFT计算分析。